# Tamarix brachystachys
Tamarix brachystachys är en tamariskväxtart som beskrevs av Bge. Tamarix brachystachys ingår i släktet tamarisker, och familjen tamariskväxter. Inga underarter finns listade.